# Óblast de Briansk
Briansk (en ruso: Брянская область, Briánskaya óblast) es uno de los cuarenta y siete óblast que, junto con las veintiuna repúblicas, nueve krais, cuatro distritos autónomos y tres ciudades federales, conforman los ochenta y tres sujetos federales de Rusia limitando al norte con Bielorrusia y Smolensk, al este con Kaluga y Oriol, al sur con Kursk y al oeste y sur con Ucrania.

## Localización
Está ubicado en el distrito Central limitando al norte con Bielorrusia y Smolensk, al este con Kaluga y Oriol, al sur con Kursk y al oeste y sur con Ucrania.
Su gobernador es Alexander Bogomaz. El óblast tiene una superficie de 34 900 km² y una población de 1 253 666 habitantes.

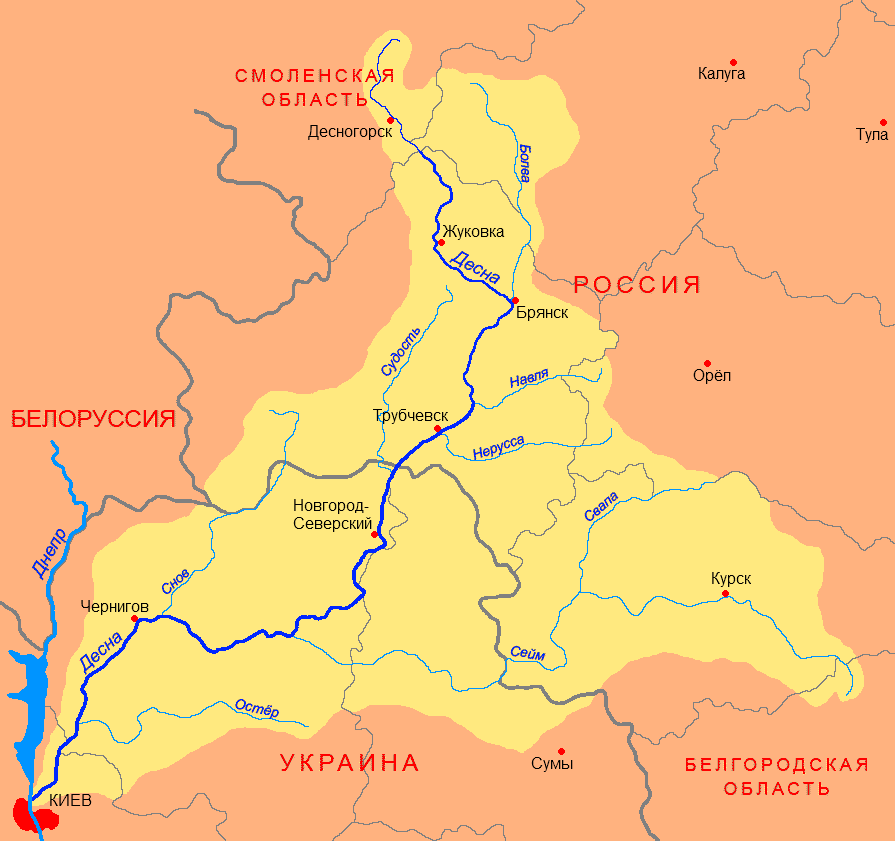
Mapa en ruso del río Desná (Десна) —afluente del Dniéper por su izquierda— el cual atraviesa de norte a sur el óblast

## Subdivisiones

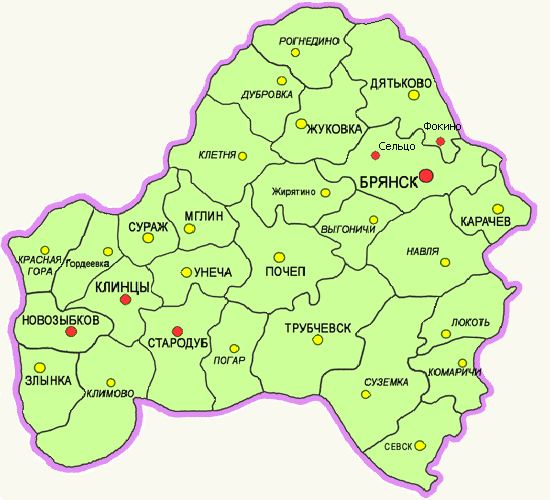
Mapa de raiones de la óblast

A efectos de organización administrativo-territorial (desconcentración administrativa), comprende cuatro ciudades directamente subordinadas a la óblast (Briansk, Klintsý, Novozýbkov y Seltsó) y 27 raiones:
- Raión de Brásovo (capital: Lókot)
- Raión de Briansk (capital: Glínishchevo)
- Raión de Výgonichi (capital: Výgonichi)
- Raión de Gordéyevka (capital: Gordéyevka)
- Raión de Dúbrovka (capital: Dúbrovka)
- Raión de Diátkovo (capital: Diátkovo)
- Raión de Zhiriátino (capital: Zhiriátino)
- Raión de Zhúkovka (capital: Zhúkovka)
- Raión de Zlynka (capital: Zlynka)
- Raión de Karáchev (capital: Karáchev)
- Raión de Kletniá (capital: Kletniá)
- Raión de Klímovo (capital: Klímovo)
- Raión de Klintsý (sede administrativa: Klintsý)
- Raión de Komárichi (capital: Komárichi)
- Raión de Krásnaya Gorá (capital: Krásnaya Gorá)
- Raión de Mglin (capital: Mglin)
- Raión de Navlia (capital: Navlia)
- Raión de Novozýbkov (sede administrativa: Novozýbkov)
- Raión de Pogar (capital: Pogar)
- Raión de Póchep (capital: Póchep)
- Raión de Rognédino (capital: Rognédino)
- Raión de Sevsk (capital: Sevsk)
- Raión de Starodub (capital: Starodub)
- Raión de Suzemka (capital: Suzemka)
- Raión de Surazh (capital: Surazh)
- Raión de Trubchevsk (capital: Trubchevsk)
- Raión de Unecha (capital: Unecha)

A efectos de autogobierno local (descentralización), el mapa es similar con pequeñas diferencias. Se organizan como ókrug urbano, además de las cuatro ciudades subordinadas a la óblast citadas, la ciudad de Fókino, que en el mapa administrativo forma parte del raión de Diátkovo. Además, las ciudades de Zhúkovka y Starodub se organizan como ókrug municipal, cubriendo su territorio municipal la totalidad de sus respectivos raiones. Todos los raiones se autogobiernan como distritos municipales, excepto Novozýbkov, Zhúkovka y Starodub, subordinados a sus respectivas capitales.

## Historia
El 2 de marzo de 2023, en el curso de la invasión rusa de Ucrania, las autoridades rusas informaron de un ataque contra las pequeñas aldeas de Liubechane y Sushani, ambas situadas en el raión de Klímovo del óblast de Briansk. Poco después del ataque, el Cuerpo de Voluntarios Rusos, formado por nacionalistas rusos antigubernamentales de extrema derecha que luchan por Ucrania,  asumió la responsabilidad del ataque. Ucrania calificó el ataque de provocación. Mientras que el Presidente de Rusia lo ha calificado de ataque terrorista.
En el ataque murieron dos civiles y un niño de diez años resultó herido de gravedad.

## Huso horario
La óblast de Briansk se encuentra en la zona horaria de Moscú (MSK/MSD). Según el UTC su posición es +0300 (MSK)/+0400 (MSD).